# Being for the Benefit of Mr. Kite!
Being for the Benefit of Mr. Kite! è una canzone contenuta nell'album dei Beatles del 1967 intitolato Sgt. Pepper's Lonely Hearts Club Band. Anche se composta dal solo John Lennon, la composizione viene accreditata al duo Lennon/McCartney.

## Descrizione

### Origine e storia
Lennon scrisse il brano traendo ispirazione da un manifesto del XIX secolo riguardante il circo di un certo Pablo Fanque, che acquistò in un negozio di antiquariato il 31 gennaio 1967 durante una pausa nelle riprese del filmato promozionale per la canzone Strawberry Fields Forever nella regione inglese del Kent, Regno Unito. Si suppone che Mr. Kite sia William Kite, che lavorò per Pablo Fanque dal 1843 al 1845.

### Registrazione
La canzone è una delle composizioni maggiormente complesse dal punto di vista musicale presenti su Sgt. Pepper. Fu registrata il 17 febbraio 1967, successive sovraincisioni furono aggiunte il 20 febbraio (effetti sonori dell'organo), il 28 marzo (armonica, organo, chitarra), il 29 marzo (ancora effetti d'organo), e il 31 marzo. Lennon voleva che la canzone avesse «un'atmosfera circense», e disse al produttore George Martin che voleva «sentire l'odore della segatura per terra». Molteplici registrazioni di suoni d'organo e calliope furono mischiate insieme per cercare di soddisfare la richiesta di Lennon; dopo svariati tentativi infruttuosi, George Martin disse al tecnico del suono Geoff Emerick di tagliare con le forbici il nastro in tanti pezzetti, gettarli in aria e riassemblarli casualmente.
Il 17 febbraio, Lennon cantò For the Benefit of Mr. Kite accennando il brano in tono scherzoso, appena prima che Emerick annunciasse: «For the Benefit of Mr. Kite!, this is take One». Lennon immediatamente rispose: «Being for the Benefit of Mr. Kite!», precisando con disappunto il titolo esatto, una frase presa pari pari dal manifesto originale. Questo scambio di battute è riportato sul libro The Beatles Recording Sessions di Mark Lewisohn (biografo ufficiale dei Beatles) e si può ascoltare sulla traccia numero 8 del secondo CD dell'Anthology 2.
Nonostante all'epoca Lennon avesse detto di non ritenersi soddisfatto della canzone, nel 1980 la descrisse così: «Una canzone pura, come un dipinto, un meraviglioso acquarello».
Il brano fu uno dei tre di Sgt. Pepper che furono messi al bando dalla BBC, probabilmente a causa delle parole "Henry the Horse", che si credeva fossero un riferimento gergale all'eroina.
Lennon smentì categoricamente che la canzone avesse qualsiasi cosa a che fare con la droga, e disse di aver cambiato il nome del cavallo in Henry (in effetti sul manifesto il nome originario era Zanthus), solo per semplici motivi fonetici.

## Formazione
The Beatles
- John Lennon: voce, voce raddoppiata, organo Hammond, armonica, tape loops.
- Paul McCartney: basso, chitarra a testa in giù, armonie vocali
- George Harrison: armonica, shaker.
- Ringo Starr: batteria, tamburino.

Altri musicisti
- George Martin: harmonium, organo Lowrey, organo Wurlitzer, piano, glockenspiel, calliope, effetti sonori vari, tape loops, produzione.
- Mal Evans: armonica.
- Neil Aspinall: armonica.
- Geoff Emerick: effetti sonori.

## Testo originale del manifesto

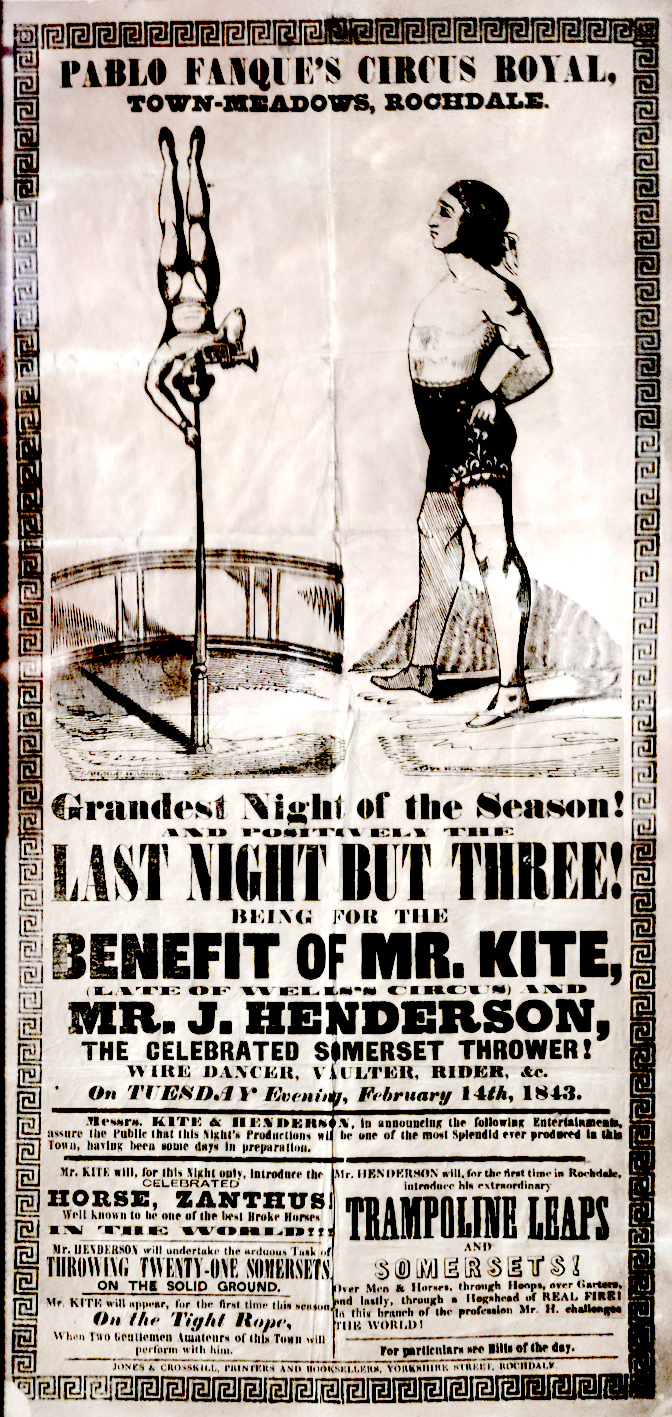
Il manifesto del circo di Pablo Fanque che ispirò Lennon nella creazione di Being for the Benefit of Mr Kite!

Pablo Fanque's Circus Royal, Town-Meadows, Rochdale. Grandest Night of the Season!

And positively the LAST NIGHT BUT THREE! Being for the BENEFIT OF MR KITE (late of Well's Circus) and MR J. HENDERSON, the celebrated somerset thrower!
Wire dancer, vaulter, rider, etc. On Tuesday Evening, February 14, 1843. Messrs. Kite & Henderson, in announcing the following Entertainment,
assure the Public that this Night's Production will be one of the most Splendid ever produced in this Town, having been some days in preparation.
Mr Kite will, for this night only, introduce the celebrated HORSE, ZANTHUS! Well known to be one of the best Broke Horses IN THE WORLD!!!
Mr Henderson will undertake the arduous Task of THROWING TWENTY ONE SOMERSETS on the solid ground.
Mr Kite will appear, for the first time this season, On the Tight Rope, When Two Gentlemen Amateurs of this Town will perform with him.

Mr Henderson will, for the first time in Rochdale, introduce his extraordinary TRAMPOLINE LEAPS and SOMERSETS!
Over Men & Horses, through Hoops, over Garters, and lastly, through a Hogshead of REAL FIRE!
In this branch of the profession, Mr H. challenges THE WORLD!

## Cover e influenze
- La canzone è cantata dai Bee Gees e da George Burns nel film del 1978 Sgt. Pepper's Lonely Hearts Club Band.
- La band new wave serba degli Električni Orgazam ne registrò una versione sul loro album di cover del 1983 Les Chansones Populaires.
- Il comico scozzese Billy Connolly registrò una versione principalmente recitata della canzone per la compilation di George Martin In My Life.
- Nel 2004 Branimir Krstic  eseguì una versione del brano per chitarra classica nella prima rivisitazione completamente sinfonica di Sgt. Pepper.
- Nel film Across the Universe, Eddie Izzard appare in un cameo e recita una versione “parlata” della canzone.
- Il gruppo d'avanguardia dei The Residents fece una cover della canzone alla celebrazione del 40º anniversario di Sgt. Pepper con la London Sinfonietta.
- Les Fradkin ne ha fatto una versione strumentale sul suo disco del 2007 Pepper Front To Back.
- La band metal svedese Mister Kite ha preso il nome dal titolo della canzone.
- La band reggae Easy Star All-Stars reinterpretò il brano sull'album Easy Star's Lonely Hearts Dub Band